# متدثرة فأرية
متدثرة فأرية (الاسم العلمي: Chlamydia muridarum) هي نوع من البكتيريا يتبع جنس المتدثرة من الفصيلة المتدثرية.